# Comuna Voskresenivka, Vasîlkivka
Voskresenivka (în ucraineană Воскресенівка) este o comună în raionul Vasîlkivka, regiunea Dnipropetrovsk, Ucraina, formată din satele Novovoskresenivka și Voskresenivka (reședința).

## Demografie
Componența lingvistică a satului Voskresenivka
     Ucraineană (97,01%)
     Rusă (2,99%)
Conform recensământului din 2001, majoritatea populației satului Voskresenivka era vorbitoare de ucraineană (97,01%), existând în minoritate și vorbitori de rusă (2,99%).